# Каєтанув (гміна Загнанськ)
Каєтанув (пол. Kajetanów) — село в Польщі, у гміні Загнанськ Келецького повіту Свентокшиського воєводства.
Населення — 770 осіб (2011).
У 1975-1998 роках село належало до Келецького воєводства.

## Демографія
Демографічна структура на день 31 березня 2011 року:
|          | Загалом | Допрацездатний вік | Працездатний вік | Постпрацездатний вік |
| -------- | ------- | ------------------ | ---------------- | -------------------- |
| Чоловіки | 390     | 72                 | 270              | 48                   |
| Жінки    | 380     | 56                 | 235              | 89                   |
| Разом    | 770     | 128                | 505              | 137                  |